# قطع العضلة
قطع العضلة أو بضع العضل أو سلخ العضلة (بالإنجليزية: Myotomy)‏ هو مُصطلح يصف إجراء جراحي يتم فيه قطع عضلة ما، ومن أكثر الأمثلة شيوعاً عليها قطع عضلة هيلر.